# HIP 11952
HIP 11952 é uma estrela na Via Lactea, localizada há 375 anos luz além do Sol.
A estrela está chegando ao fim da sua vida na sequência principal, e em breve começará a transição para o estado de gigante vermelha.